# Квантова хромодинаміка
Квантова хромодинаміка — розділ теоретичної фізики, який описує сильну взаємодію між кварками через глюонні поля. Вона є складовою частиною Стандартної моделі. Грецький корінь хромо, що означає колір, пов'язаний з тим фактом, що одним з основних понять квантової хромодинаміки є квантове число, що називається колірним зарядом.
Квантова хромодинаміка є подібною до квантової електродинаміки, що описує взаємодію заряджених частинок через фотони, носії електромагнітної взаємодії, проте між ними є важливі принципові відмінності. По-перше, електричний заряд може набувати лише двох значень (позитивного і негативного), а кварк може мати три значення кольору, що умовно позначаються як червоний, жовтий і синій. При цьому антикваркам властиві, відповідно, античервоний, антижовтий і антисиній кольори. По-друге, глюони, носії сильної взаємодії, також мають колірний заряд, тоді як фотони електрично нейтральні. По-третє, симетрія КХД відрізняється від симетрії КЕД, через що два ряди однакових поворотів у колірному просторі можуть дати різні кінцеві результати, якщо вони були проведені в різній послідовності. Все це робить рівняння квантової хромодинаміки дуже нелінійними і значно складнішими, ніж квантової електродинаміки.
З математичної точки зору квантова хромодинаміка — калібрувальна теорія, побудована на групі симетрії SU(3). Група SU(3) — це група матриць 3x3 з визначником, рівним одиниці. В матриці 3x3 дев'ять елементів, вимога рівності одиниці визначника зводить число незалежних елементів до восьми. Тому всі об'єкти квантової хромодинаміки групуються у вісімки.
Характерними рисами квантової хромодинаміки є асимптотична свобода і конфайнмент. Поняття асимптотичної свободи означає те, що за високих енергій, що відповідає малим відстаням, кварки майже не взаємодіють. Конфайнмент, тобто обмеження, означає зростання притягання між кварками зі збільшенням віддалі між ними. Завдяки конфайнменту окремі, вільні кварки не спостерігаються. Два зв'язані кварки (кварк і антикварк) утворюють мезони, три — баріони.

## Історія

### Ранній період
У 1911 році Резерфорд відкрив, що весь позитивний заряд атома зосереджений у невеликій області в його центрі, що отримала назву атомне ядро, а електрони знаходяться на відносно великій відстані від нього. Через 6 років, у 1917, він же виявив, що альфа-частинки можуть вибивати ядра водню з ядер більш важких елементів. У 1920 році частинки, що є ядрами водню, отримали назву «протони».
У 1932 році Джеймс Чедвік відкрив нейтрон, і у тому ж році Іваненко і Гейзенберг запропонували протон-нейтронну модель будови атомного ядра. Тоді ж з'ясувалась одна з проблем цієї моделі — близько розташовані протони зазнають дії значних кулонівських сил відштовхування, а отже, має існувати невідома раніше сила, що утримує їх разом.
У 1934 році Енріко Фермі розробив першу теорію слабкої взаємодії для пояснення явища бета-розпаду і припустив, що ці ж сили відповідальні за утримання протонів і нейтронів в ядрі, проте ця гіпотеза виявилася хибною.
У 1935 році Юкава використав ідею Фермі про взаємодію через обмін масивною частинкою і розробив теорію сильної взаємодії, що існує між нуклонами. Його теорія передбачала існування нової частинки, піона, який був відкритий у 1947 році.

### Кваркова теорія

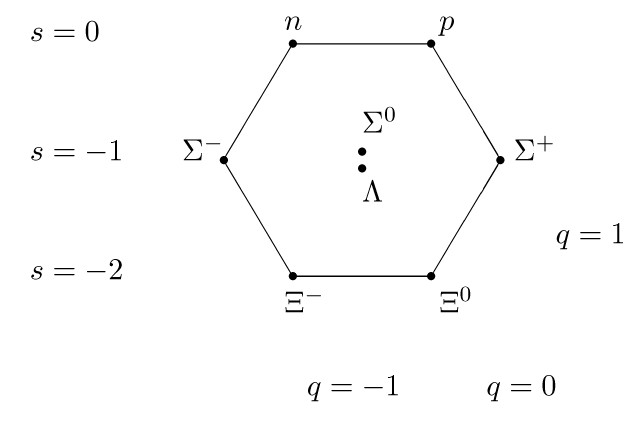
Октет баріонів

Після винаходу бульбашкової камери у 1952 році фізики отримали потужний інструмент дослідження короткоживучих частинок, завдяки чому у 1950-х і 1960-х роках було відкрито велике розмаїття адронів (їх кількість перевищила сотню), через що виникла потреба їх класифікації. Така класифікація була розроблена на початку 1960-х і містила всі адрони як представлення групи SU(3) — усі баріони й мезони об'єднували в октети, кожен з яких об'єднував вісім частинок (так званий Восьмистий шлях). Частинки, розташовані в однакових позиціях у різних октетах, мали схожі властивості, подібно до того, як схожі властивості демонструють елементи в різних періодах періодичної таблиці. Ця теорія ґрунтувалась на теорії неабелевих калібрувальних симетрій, що була розглянута Ч. Янгом і Р. Міллсом у 1954 році. У 1964 році Гелл-Манн і Цвейг запропонували модель кварків, частинок, що відповідали фундаментальним представленням цієї групи, тобто вільним параметрам, які були в ній наявні. Проте жодна з цих частинок не спостерігалась в експериментах, що ставило гіпотезу під сумнів. Крім того, кварки мали незвичні властивості, наприклад заряд, некратний заряду електрона. Проте теорія виглядала правдоподібною, і почалися активні дослідження кваркової моделі.
Усі відомі тоді частинки можна було побудувати з кварків трьох видів, u-кварка, d-кварка і s-кварка. Під час дослідження кваркової будови адронів було виявлено ще одну проблему: резонанс Δ++ мав складатися з трьох u-кварків, спіни яких спрямовані однаково. Проте кварки є ферміонами, а отже, підпорядковуються принципу Паулі, який забороняє двом частинкам займати однаковий квантовий стан. 1965 року для вирішення цієї проблеми М. Боголюбов, Б. Струмінський і А. Тавхелидзе та одночасно М. Хан і Й. Намбу висунули гіпотезу про існування особливого квантового числа, що властиве лише кваркам. Це число отримало назву колірний заряд. Воно може набувати трьох різних значень, які умовно називають червоним, жовтим і синім. При цьому постулювалося, що всі спостережувані частинки мають бути «білими», тобто складатися з трьох частинок різних кольорів (а точніше, з суперпозиції кваркових станів з трьома різними кольорами). Колірний заряд у цій теорії був причиною сильної взаємодії кварків.
У 1969 році для пояснення особливостей глибоко непружних зіткнень протонів Річард Фейнман запропонував модель партонів, яка передбачала існування в протоні точкових частинок, які під час високоенергетичних зіткнень взаємодіяли окремо, тоді як за низькоенергетичних адрон взаємодіяв як одне ціле. Одразу після цього було висунуто логічне припущення, що партони й кварки — це одні й ті ж частинки. Експерименти показали, що партони в межах адрона поводяться так, ніби між ними немає взаємодії. Ці два явища — дуже слабка взаємодія кварків всередині адрона і неможливість відокремити один кварк від інших — отримали назви асимптотична свобода і конфайнмент відповідно.
У 1973 році Девід Гросс, Френк Вільчек і Девід Політцер побудували теорію, що пояснювала явище асимптотичної свободи та описувала взаємодію кварків як обмін глюонами. Ця теорія вважається початком власне квантової хромодинаміки. Гросс, Вільчек і Політцер отримали Нобелівську премію з фізики за цю працю у 2008 році.

### Відкриття важких кварків
У 1970 році Шелдон Глешоу, Джон Іліопулос і Лучано Майані у своїй роботі, присвяченій механізму слабкої взаємодії, передбачили існування четвертого кварка (при цьому кварки об'єднувалися в пари, що отримали назви «покоління»), а у 1973 році Макото Кобаясі і Тосіхіде Масукава розробили теорію, що пояснювала порушення CP-інваріантності у слабкій взаємодії, яка передбачала існування третього покоління кварків. Невдовзі передбачення почали підтверджуватися: у 1974 році було знайдено нову частинку, відому зараз під назвою J/ψ-мезон. Її час життя був несподівано великим як для частинок такої маси. Подальші дослідження показали, що її кварковий склад не вписується у відомі моделі, а потребує введення нового кварку, що отримав назву c-кварк (від англ. charmed — чарівний). Схожим чином у 1977 році після відкриття іпсилон-мезона було відкрито п'ятий b-кварк (від англ. beauty — красивий). Шостий, на сьогодні останній, t-кварк, було відкрито у 1995 році.

### Сучасні експериментальні дослідження
У 1970-х роках було побудовано кілька великих електрон-позитронних коллайдерів, що були призначені для вивчення кваркової структури адронів. Першим з них став SPEAR у 1972 році. Пізніше були введені в експлуатацію також установки DORIS, PETRA і PEP. На колайдері SPEAR було вперше отримане безпосереднє підтвердження існування кварків як окремих частинок — адронних струменів. У 1979 році на установці PETRA були зафіксовані потрійні адронні струмені, що стали першим експериментальним доведенням існування глюонів, частинок, що є носіями сильної взаємодії.
У 2000 році колаборацією CERN було оголошено про відкриття нового стану матерії, кварк-глюонної плазми, що утворюється за високих температур. Поведінка кварк-глюонної плазми є дуже некласичною і описується лише в рамках КХД.

## Основи
Квантова хромодинаміка описує взаємодію частинок, що мають колірний заряд, тобто кварків, антикварків і глюонів. Кожній частинці можна приписати деякий вектор qi у просторі кольорів. Вектори всіх частинок мають однакову довжину. Кварки мають колір, а точніше, є суперпозицією станів з трьома кольорами (відповідно, антикварки мають антиколір). Таким чином, стан кварка можна описати трикомпонентним спінором. Перехід від одного стану до іншого описується як множення на матрицю 3×3, якому відповідає поворот у просторі кольорів. Існує 8 лінійно-незалежних ермітових матриць 3×3 з визначником 1 (їх називають матриці Гелл-Манна), яким відповідає 8 глюонів. Таким чином, кожен глюон несе у собі колір і антиколір (або ж є суперпозицією кількох пар кольорів-антикольорів). Таким чином, наприклад, червоний кварк може випустити червоно-антизелений глюон — і сам стати зеленим. Цей глюон, у свою чергу, може поглинутися зеленим кварком, який перетвориться на червоний.
Оскільки глюони мають колірний заряд, вони можуть випускати інші глюони, або розсіюватись на глюонах, тому на фейнманівських діаграмах, що описують міжкваркову взаємодію, можуть існувати триглюонні або чотириглюонні вершини.
Симетрія SU(3), що описує цю теорію, є точною, тобто два кварки, які відрізняються лише кольором, є тотожними для будь-яких інших видів взаємодії, окрім сильної. Саме вимога про однозначну симетрію повністю задає структуру взаємодії кварків і глюонів. Також із неї випливає, що глюони не беруть участі в електромагнітній або слабкій взаємодії.
КХД має наближену ароматну симетрію через те, що сильна взаємодія є однаковою для різних ароматів кварків. Проте ця симетрія порушується через неоднакові маси кварків різних ароматів.

### Асимптотична свобода
Важливою особливістю міжкваркових сил є ослаблення їх за зменшення відстані між кварками. Це пов'язано з впливом поляризації фізичного вакууму на кварк. Подібно до того, як будь-яка заряджена частинка оточена парами віртуальних електрон-позитронних пар, що під дією її електричного поля поляризуються, через що вакуум починає екранувати електричний заряд, будь-який кварк оточений віртуальними кварк-антикварковими парами, а також хмарою віртуальних глюонів. Такий кварк називається вдягненим (кварк без віртуальних частинок навколо нього називається голим і не існує в природі). Кварк-антикваркові пари екранують колірний заряд подібно тому, як електрон-позитронні екранують електричний, проте значно більший ефект мають віртуальні глюони. Оскільки глюони самі мають колірний заряд, вони породжують нові глюони і кварк-антикваркові пари, а ті — нові й нові. «Шуба» з віртуальних глюонів і кварків призводить до протилежного ефекту — ефективний колірний заряд збільшується за віддалення від кварку, і навпаки, за наближення кварків сили, що діють між ними, прямують до нуля.
З іншого боку, всередині адрону відстані між кварками дуже малі, тому вони поводяться як вільні частинки. Під час зіткнення з іншою частинкою, якщо налітаюча частинка буде мати достатньо великий імпульс, через те, що швидкість розповсюдження взаємодії є скінченною (і дорівнює швидкості світла), кварк встигне віддалитися на достатньо велику відстань, перш ніж з'являться сили, що притягують його до інших кварків.
Ці ефекти проявляються за глибоконепружних зіткнень частинок, квадрат передачі 4-імпульсів за яких значно більший за масу спокою протонів. Константа взаємодії для них у першому наближенні залежить від імпульсу таким чином:
{\displaystyle {\frac {6\pi }{(33-2n_{f})ln(p/p_{0})}}},
де nf — кількість ароматів кварків (наразі 6), а p0 — параметр КХД, що дорівнює кільком сотням МеВ.

### Конфайнмент
Зі схожим принципом пов'язано явище конфайнменту: потенціал взаємодії між двома кварками має компоненту, обернено пропорційну відстані між ними, і компоненту, пропорційну цій відстані. Таким чином, для рознесення кварків на нескінченну відстань потрібно витратити нескінченну енергію. Проте, оскільки, на великих відстанях константа взаємодії кварків стає близькою до одиниці, теорія збурень не може бути застосованою, а тому математично проблема невильоту кварків з адрону ще не вирішена до кінця.
Конфайнмент також називають утриманням кольору. Це означає, що всі частинки, які ми можемо безпосередньо спостерігати, не мають кольору, тобто є синглетами в колірному просторі (інакше кажучи, вони мають «білий» колір). Для більшості частинок це означає, що вони складаються або з трьох кварків різного кольору, які, змішуючись, дають відсутність заряду — такі частинки називають баріонами, або з кварка й антикварка, що мають колір і протилежний йому антиколір, і, таким чином, компенсують один одного — таку будову мають мезони. Існують і більш екзотичні частинки, такі як тетракварки, що складаються з двох кварків і двох антикварків, і пентакварки, що складаються з чотирьох кварків і одного антикварку. Для них також виконується принцип безколірності.
Конфайнмент пояснює, чому ядерні сили мають такий маленький радіус дії, хоча маса глюона дорівнює нулю (а отже, сильна мала б бути далекодійною, як і електромагнітна взаємодія): нуклони є колірними синглетами, і на великих відстанях взаємодіяти можуть лише за допомогою кольорових синглетів (бо вільний глюон мав би колір, а тому не може існувати). Найлегшим серед таких синглетів є частинка, що складається з найлегшого кварку і його антикварку — піон, а тому радіус ядерної взаємодії визначається часом його існування (~10−17 см) і становить близько 10−13 см.

### Струмені
За спробі роз'єднати два кварки енергія взаємодії між ними стає все більшою і більшою, аж допоки стає енергетично вигідним утворення нової кварк-антикваркової пари. По одному кварку (з утвореної пари) відходить до кожного з двох початкових кварків (цей процес зовнішньо схожий на розділення магніту, за якого на місці розлому утворюються нові полюси). Таким чином, колірна нейтральність частинок зберігається. Утворені кварки починають рухатися в тих же напрямках, що й початкові. За достатньо великої енергії цей процес може повторюватися, при цьому напрямки руху частинок майже не змінюються. Таким чином виникають адронні струмені — велика кількість різноманітних адронів, що летять у двох протилежних напрямках з дуже маленьким кутом розходження. Струмені є найкращим доведенням кваркової структури адронів — якби кварків не існувало, струмені б не утворювалися.
За достатньо високоенергетичних зіткнень кварк може, змінивши напрямок свого руху, випустити гальмівний глюон (подібно до гальмівного випромінювання електронів в атомах), що також розпадається й утворює третій струмінь. В 1 % випадків випромінюється одразу два глюони, що породжує чотири струмені.

### Будова адронів
Хоча вище сказано, що баріони складаються з трьох кварків, а мезони — з двох, насправді їх будова є складнішою. Основу адрона справді складають два або три кварки, які називаються валентними. Ці кварки постійно випускають глюони, які, розпадаючись, породжують кварк-антикваркові пари. Ці вторинні кварки (їх називають також морськими) і глюони створюють хмару навколо валентних кварків, яка містить більшу частину маси частинки. У нерухомому адроні хмара складається практично з одних глюонів, тоді як для ультрарелятивістських частинок морські кварки стають більш помітними. Таким чином, кварковий склад адрону не є сталим і залежить від його швидкості.

### Лагранжіан у КХД
Лагранжіан виражає динаміку глюонних і кваркових полів, що описуються КХД. Він дорівнює:
{\displaystyle {\mathcal {L}}_{\mathrm {QCD} }=-{\frac {1}{4}}\sum _{A=1}^{8}F^{A\mu \nu }F_{\mu \nu }^{A}+\sum _{j=1}^{n_{f}}{\bar {q_{j}}}(iD^{\mu }\gamma _{\mu }-m_{j})q_{j}},
де:
- qj — кваркові поля (nf різних ароматів);
- γμ — матриці Дірака;
- {\displaystyle D_{\mu }=\partial _{\mu }-ie_{s}{\boldsymbol {g}}_{\mu }} — коваріантна похідна, де es — константа калібрувальної взаємодії, а {\displaystyle {\boldsymbol {g}}_{\mu }=\sum _{A=1}^{8}t^{A}g_{\mu }^{A}}, де gAμ — глюонні поля, а tA — генератори групи SU(3) триплетної репрезентації кварків (матриці 3×3);
- {\displaystyle F_{\mu \nu }^{A}=\partial _{\mu }g_{\mu }^{A}-\partial _{\nu }g_{\nu }^{A}-e_{s}C_{ABC}g_{\mu }^{B}g_{\nu }^{C}}, тензор напруженості глюонного поля, де CABC — константа антисиметризації групи SU(3), яку можна отримати з комутаційного співвідношення [tA,tB]=CABCtC.

Цей лагранжіан є інваріантним відносно глобальних калібрувальних перетворень кваркових і глюонних полів.

### Методи
Існує два основних методи розв'язання рівнянь КХД. Для процесів з високими енергіями константа взаємодії є малою, тому зручними є інструменти теорії збурень. За допомогою цієї теорії було виведене важливе рівняння, що описує еволюцію партонних густин за жорстких зіткнень — рівняння Докшицера — Грибова — Липатова — Альтарелли — Паризи (рівняння ДГЛАП).
У низькоенергетичних процесах, до яких належить утворення адронів, константа взаємодії стає близькою до одиниці, тому методи теорії збурень перестають працювати. У цьому випадку застосовують КХД на ґратці. Для цього будують чотиривимірну ґратку в просторі-часі, на кожному вузлі якої шляхом інтегрування обчислюють значення глюонних і кваркових полів, тобто рівняння розв'язують чисельно, а не аналітично. Для отримання реалістичних наближень ґратка має бути достатньо дрібною (типові ґратки для ділянок розміром кілька фемтометрів мають 324 вузли), тож розрахунки доводиться робити за допомогою комп'ютера. Метод потребує великої обчислювальної потужності, тому, наприклад, взаємодію двох нуклонів таким чином обрахували лише у 2007 році.